# Doug Utjesenovic
Doug Utjesenovic, originellement appelé  Dragan Utješenović (Драган Утјешеновић), né le 8 octobre 1946 à Belgrade, Yougoslavie, est un footballeur et entraîneur yougoslave et australien.

## Biographie
En tant que défenseur, Dragan Utjesenović est international australien à 36 reprises (1972-1976) pour deux buts inscrits. Ses deux buts sont inscrits en 1972 (contre les Philippines) et en 1973 (contre la Nouvelle-Zélande). Il participe à la Coupe du monde de football de 1974, où il joue tous les matchs en tant que titulaire mais l'Australie est éliminée au premier tour.
Il commence sa carrière en Yougoslavie, à l'OFK Belgrade, mais ne remporte rien. Puis il s'exile en Australie, aux Footscray JUST puis à St. George Budapest. Il remporte une Victorian Premier League et deux fois le New South Wales Premier League.
Il est entraîneur, ne remportant que la dernière année de sa carrière un titre de champion de la New South Wales Premier League en 2001 avec Bonnyrigg White Eagles.

## Palmarès

### En tant que joueur
- Victorian Premier League

- - Champion en 1969
- New South Wales Premier League
  - Champion en 1972 et en 1976
- Coupe d'Australie de football
  - Finaliste en 1979

### En tant qu'entraîneur
- New South Wales Premier League
  - Champion en 2001